# 모리 빌딩 재개발

모리 빌딩 재개발은 모리 빌딩을 철거하고 재개발하는 프로젝트이다. 이 프로젝트는 일본 도쿄에 세워진다.